# Myszowe
Myszowe (Muroidea) – nadrodzina ssaków z infrarzędu myszokształtnych (Myomorphi) w rzędu gryzoni (Rodentia).

## Zasięg występowania
Nadrodzina obejmuje gatunki występujące na całym świecie (poza obszarami antarktycznymi).

## Podział systematyczny
Muroidea obejmuje sześć występujących współcześnie rodzin:
- Platacanthomyidae Alston, 1876 – kolcosznicowate
- Spalacidae J.E. Gray, 1821 – ślepcowate
- Calomyscidae Vorontsov & Potapova, 1979 – myszochomikowate
- Nosomyidae Forsyth Major, 1897 – malgaszomyszowate
- Cricetidae G. Fischer, 1817 – chomikowate
- Muridae Illiger, 1811 – myszowate

Opisano również rodzinę wymarłą:
- Simimyidae Wood, 1980

Taksony wymarłe o niepewnej pozycji systematycznej (incertae sedis):
- Anomalomyinae Schaub, 1925
- Cricetodontinae Schaub, 1925
- Cricetopinae Matthew & Granger, 1923
- Eucricetodontinae Mein & Freudenthal, 1971
- Eumyarioninae Ünay-Bayraktar, 1989
- Eumyinae Simpson, 1945
- Leidymyinae Martin, 1980
- Megacricetodontinae Mein & Freudenthal, 1971
- Melissiodontinae Schaub, 1925
- Pappocricetodontinae Tong Yongsheng, 1997
- Paracricetodontinae Mein & Freudenthal, 1971
- Pseudocricetodontinae Engesser, 1987
- Afaromys Geraads, 1998
- Aktaumys Kordikova & De Bruijn, 2001
- Aralocricetodon Bendukidze, 1993
- Blancomys Van de Weerd, Adrover, Mein & Soria, 1977
- Deperetomys Mein & Freudenthal, 1971
- Enginia De Bruijn & Koenigswald, 1994
- Ganocricetodon Qiu Zhuding, 2001
- Meteamys De Bruijn, Ünay-Bayraktar, Van den Hoek Ostende & Saraç, 1992
- Leakeymys Lavocat, 1964
- Mirrabella De Bruijn, Van den Hoek Ostende & Donovan, 2007
- Muhsinia De Bruijn, Ünay, Van den Hoek Ostende & Saraç, 1992
- Mystemys Savorelli & Masini, 2016
- Pseudocricetops Gomes Rodrigues, Marivaux & Vianey-Liaud, 2012
- Selenomys Matthew & Granger, 1923
- Ulaancricetodon Daxner-Höck, 2000
- Zhungaromys Emry, Tyutkova, Lucas & Wang Banyue, 1998